# 메이저긴가락박쥐
메이저긴가락박쥐(Miniopterus majori)는 긴가락박쥐과에 속하는 박쥐의 일종이다. 마다가스카르섬에서만 발견된다. 아프리카 등의 긴가락박쥐와 유사하지만, 짧은 전완장과 약간 긴 발가락 그리고 좁은 상자 모양의 두개골이 다르다. 털은 회색빛 갈색을 띠기도 하며, 이주는 신장 모양을 띠고, 두드러져 보인다. 학명은 스위스 동물학자 메이저(Charles Immanuel Forsyth Major)의 이름에서 유래했다.